# Complexul arhitectonic Ada-Kaleh
Complexul arhitectonic Ada-Kaleh este un ansamblu de monumente istorice aflat pe teritoriul satului Șimian; comuna Șimian.

Ansamblul este format din următoarele monumente:
- Cetatea bastionară (cod LMI MH-II-m-A-10411.01)
- Cimitir turcesc (cod LMI MH-IV-m-A-10411.02)

## Galerie

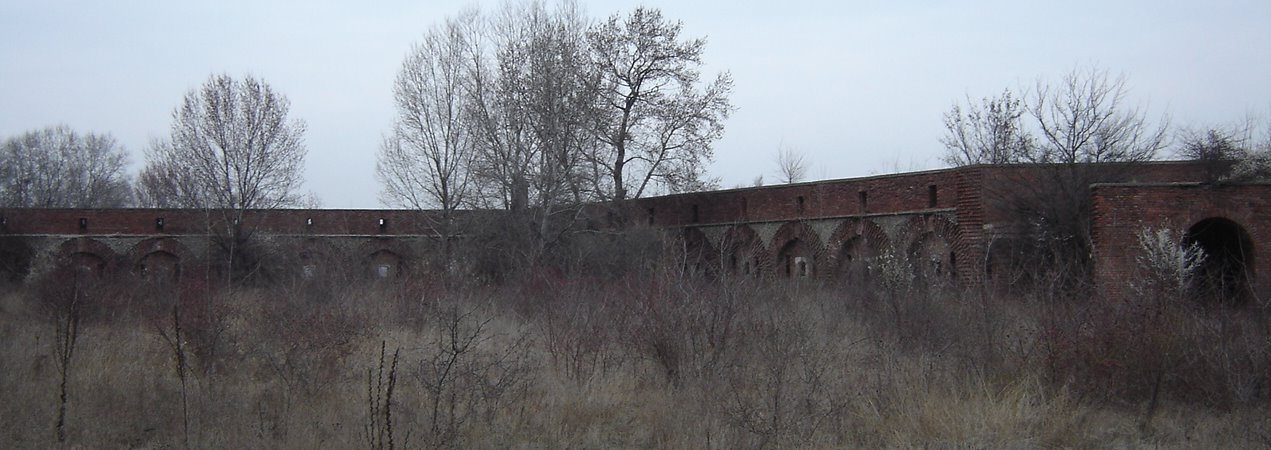
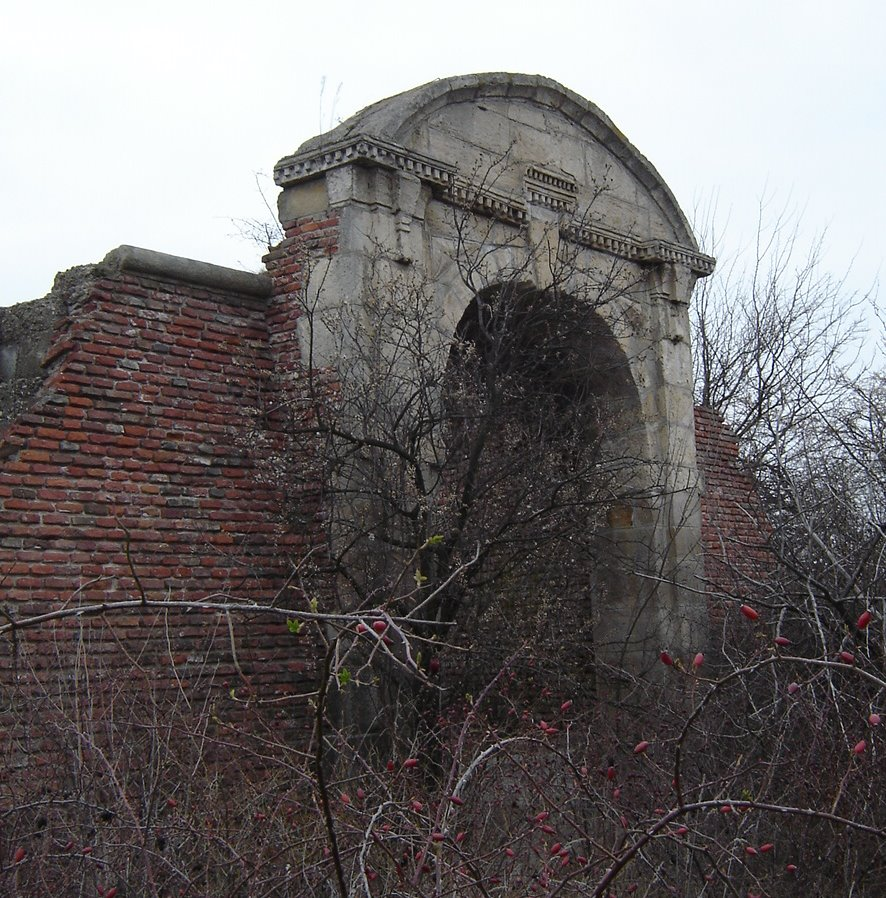
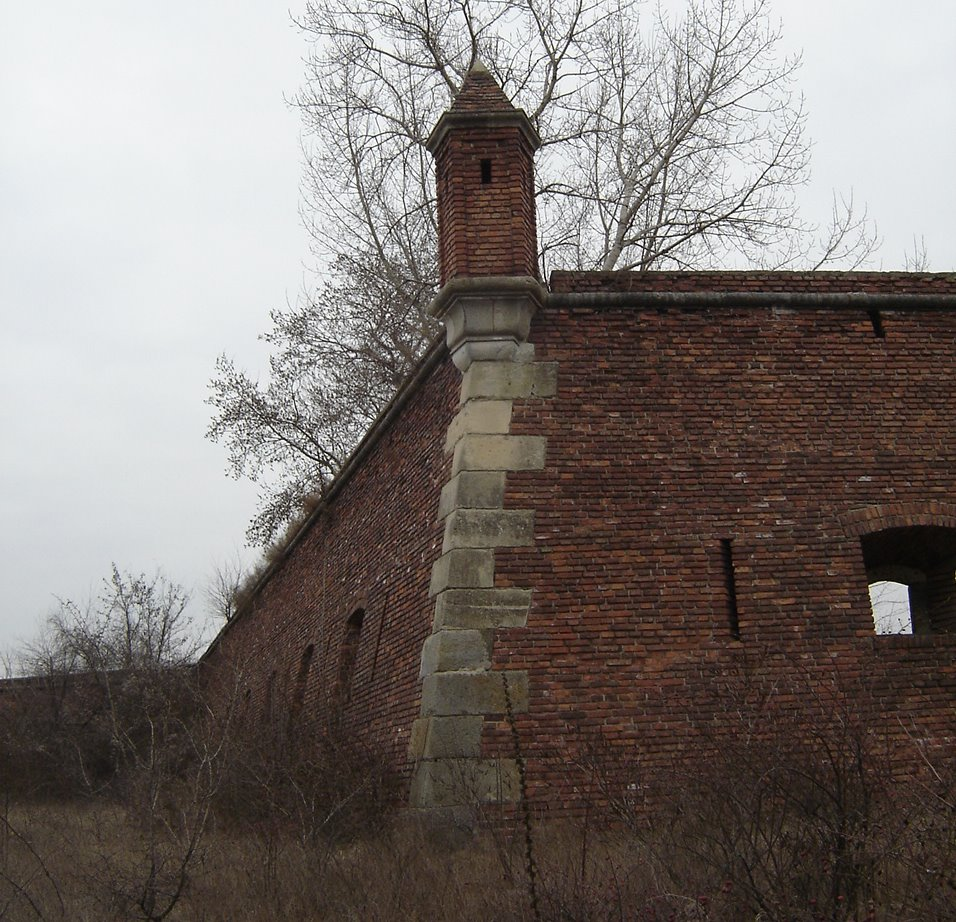
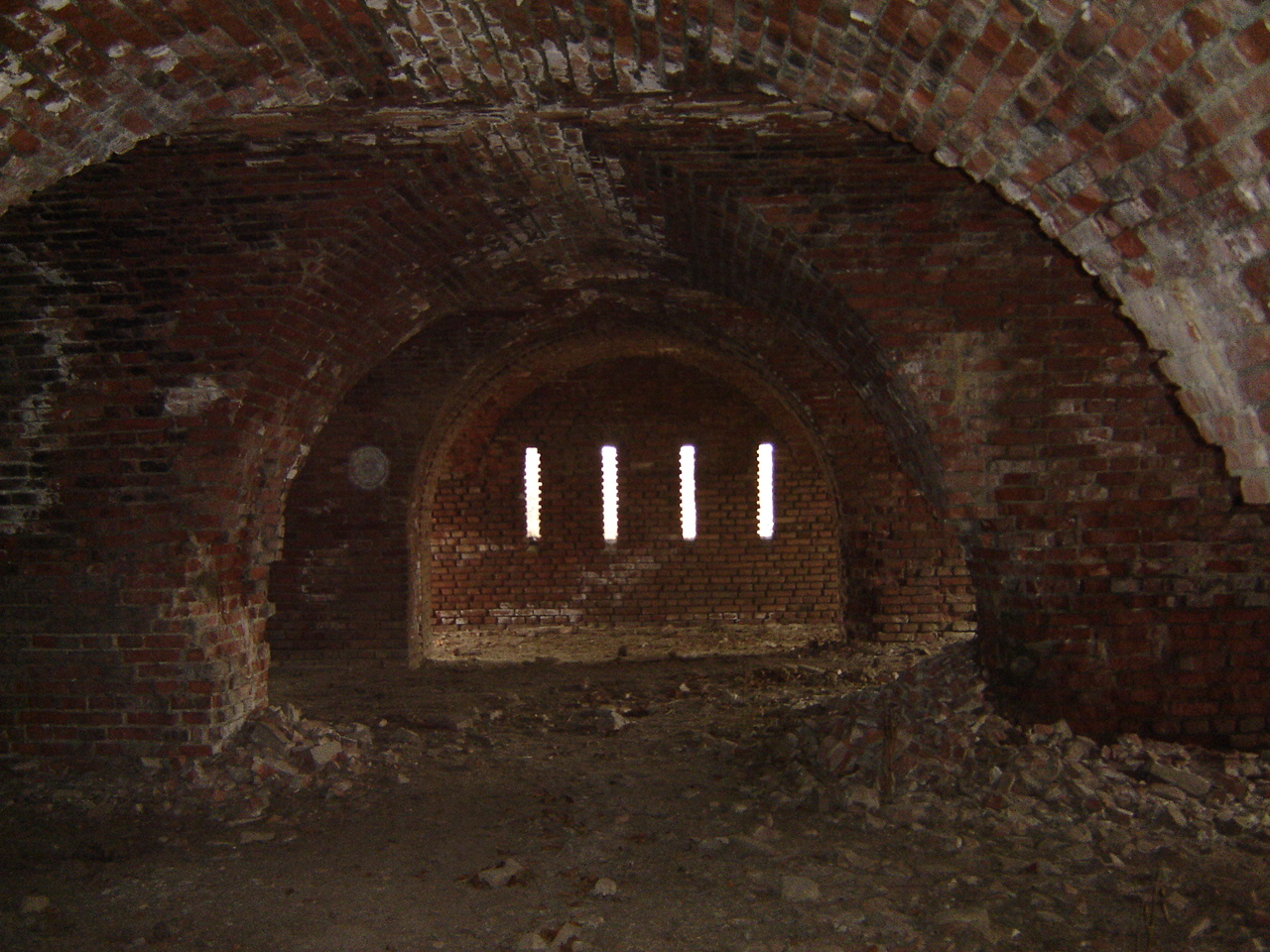